# Upside-down decolonization
Upside-down decolonization (pol. odwrotna dekolonizacja) – termin wprowadzony do dyskursu w odniesieniu do kolonializmu przez holenderskich uczonych Rosemarijin Hofte i Gerta Oostindie, charakteryzujący postawę terytoriów zależnych, które raczej wolą pozostać w relacjach kolonialnych, aniżeli aspirować do pełnej niepodległości. 
Termin upside-down decolonization po raz pierwszy pojawił się w artykule o tym samym tytule, opublikowanym przez Hofte i Oostindie w czasopiśmie Hemisphere w 1989 r. Hofte i Oostinde na przykładzie Antyli Holenderskich argumentowali, że dekolonizacja małych wysp przebiega w sposób wyraźnie różny od tego, 
jaki występuje w przypadku większych kolonii. W szczególności, z uwagi na koszty utrzymania takich kolonii, obawy przed masową migracją oraz ogólną niechęć do pozostawania nawet nominalnym mocarstwem kolonialnym metropolia naciska na kolonię, by ta ogłosiła niepodległość. Z drugiej strony kolonia związana ekonomicznie i politycznie z metropolią, a przede wszystkim wiążąca z metropolią swoje bezpieczeństwo, dąży do zachowania status quo lub wręcz pogłębionej integracji. Zdaniem Hofte i Oostinde nacisk na ogłoszenie niepodległości może być w takiej sytuacji traktowany wręcz jako forma kolonializmu. 
Termin upside-down decolonization został następnie rozwinięty przez Godfreya Baldacchino, który w pracy "Upside Down Decolonization" in Subnational Island Jurisdictions: Questioning the "Post" in Postcolonialism wskazał, że niewielkie, głównie wyspiarskie kolonie, unikają niepodległości i dążą do przedłużenia swego kolonialnego statusu. Z drugiej strony dawne państwa kolonialne znajdują nowe zastosowania dla takich wysp jak np. organizacja baz wojskowych lub stref wolnego handlu. W dalszych pracach Baldacchino zwrócił uwagę, że polityka nacechowana przez upside-down decolonization jest raczej normą, aniżeli wyjątkiem w sytuacji współczesnych terytoriów zależnych. Wyspiarskie kolonie wykorzystują swój status dla uzyskania środków finansowych, ochrony wojskowej i stabilności monetarnej, za pośrednictwem metropolii otrzymują dostęp do kanałów dyplomatycznych, rynków pracy i praw obywatelskich bogatszych podmiotów.
Upside-down decolonization pojawia się w krytyce Specjalnego Komitetu ds. Dekolonizacji ONZ, w szczególności stagnacji w procesie dekolonizacji i ograniczonych sukcesów Międzynarodowych Dekad Eradykacji Kolonializmu. Podaje się przykłady Gibraltaru czy Tokelau, w których kolejne niepowodzenia zmieniających ich status referendów daje się wytłumaczyć przez pryzmat upside-down decolonization, podobnie jak dążenie Majotty do integracji z Francją czy brak niezależności wysp Pitcairn.